# Zofia Gdaniec
Zofia Janina Gdaniec – polska profesor nauk chemicznych specjalizująca się w spektroskopii NMR, pracownik naukowy Instytutu Chemii Bioorganicznej PAN w Poznaniu.

## Życiorys
W 1977 ukończyła studia  fizyczne na Uniwersytecie im. Adama Mickiewicza, a w 1989 r., także na UAM, obroniła pracę doktorską pt. Analiza spektralna soli pirydyniowych nukleozasad i ich pochodnych, której promotorem był prof. Ryszard Adamiak. W 2001 r. uzyskała stopień doktora habilitowanego się na podstawie pracy zatytułowanej Wpływ czynników strukturalnych oraz środowiska na specyficzność oddziaływań zasada-zasada w obrębie struktur DNA i RNA. Badania NMR, natomiast w 2011 r. nadano jej tytuł profesora nauk chemicznych.
W ICHB PAN kierowała Zakładem Biomolekulanego NMR. Była członkiem rady naukowej tego instytutu, a także członkiem Centralnej Komisji ds. Stopni i Tytułów.
Do 2020 r. opublikowała ponad 80 artykułów naukowych w czasopismach indeksowanych przez JCR, m.in. w Nucleic Acids Research, Nature Communications, Scientific Reports i Biochemistry. W sierpniu 2024 r. jej indeks H wynosił 23.
Została odznaczona Krzyżem Kawalerskim (2013) i Oficerskim (2024) Orderu Odrodzenia Polski.